# Fizyka ragdoll

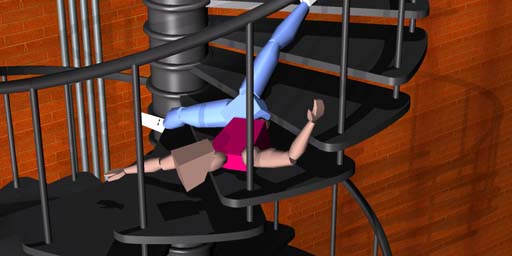
Klatka animacji z wykorzystaniem fizyki ragdoll (1997)

Fizyka ragdoll (ang. ragdoll physics) – technika komputerowa polegająca na realistycznej symulacji opadania ciał. Zastępuje ona mniej realistyczne specjalnie utworzone animacje. Jest ona coraz częściej stosowana w grach komputerowych, m.in. Grand Theft Auto i Star Wars: The Force Unleashed.